# Elizabeth Hay, grevinde af Errol
Elizabeth Hay, grevinde af Erroll (født Elizabeth FitzClarence) (født 17. januar 1801, død 16. januar 1856) var datter af kong Vilhelm 4. af Storbritannien (1765–1837) og Dorothy Jordan (1761–1816).  

## Efterkommere
Som 19-årig giftede Elizabeth FitzClarence sig med den skotske adelsmand William Hay, 18. jarl af Erroll (1801–1846). Parret fik fire børn. Den næstyngste datter Agnes Duff, grevinde Fife (1829–1869) blev gift med James Duff, 5. jarl Fife (1814–1879). 
Agnes Hay og James Duff fik én søn og fire døtre. Sønnen Alexander Duff, 1. hertug af Fife (1849–1912) giftede sig med Princess Royal Louise af Storbritannien, hertuginde af Fife (1867–1931), der var den ældste datter af kong Edward 7. af Storbritannien (1841–1910) og Alexandra af Danmark (1844–1925). 
Lady Agnes Cecil Emmeline Duff (1852–1925), der var den næstyngste datter af Agnes Hay og James Duff, giftede sig med Alfred Cooper (1838–1908). De blev tipoldeforældre til David Cameron, der blev britisk premierminister i 2010.